# J. J. Ferris
John James Ferris (auch bekannt als J. J. Ferris; * 21. Juni 1867 in Sydney, Australien; † 17. November 1900 in Durban, Kolonie Natal) war ein australischer Cricketspieler, der zwischen 1887 und 1890 für die australische Nationalmannschaft und in 1892 einen Test für die englische Nationalmannschaft spielte.

## Aktive Karriere
Ferris gab sein First-Class-Debüt für Victoria in der Saison 1886/87. Dabei konnte er sogleich herausragen, als er unter anderem in Tour Matches gegen das englische Team überzeugte. Sein Debüt in der Nationalmannschaft gab er daher in der gleichen Saison, bei dem er zusammen mit Charlie Turner das Bowling dominierte. In den beiden Tests erreichte er jeweils insgesamt neun Wickets (4/27 & 5/76 und 5/71 & 4/69). Beim Test der Ashes Tour 1887/78 erzielte er 4 Wickets für 60 Runs. Im Sommer 1888 reiste er erstmals nach England. Hier konnte er im ersten Test insgesamt acht Wickets (3/19 & 5/26) erreichen. Zwei Jahre später war er abermals in England, wo ihm im zweiten Test insgesamt neun Wickets (4/25 & 5/49) gelangen. Daraufhin siedelte er dauerhaft nach England um und spielte dort für Gloucestershire. Dort spielte er auch einen einzelnen Test für die englische Nationalmannschaft in Südafrika. Dabei gelangen ihm insgesamt dreizehn Wickets (6/54 & 7/73) und ermöglichten so den Innings-Sieg. In der Saison 1895/96 spielte er auch noch ein Mal ein First-Class-Match für South Australia.

## Nach der aktiven Karriere
Er trat der British Army bei und nahm für diese am Zweiten Burenkrieg in Südafrika teil. Dabei erkrankte er an Typhus und starb daran im Jahr 1900 im Alter von 33 Jahren in Durban.